# Ecuaciones de Arditi-Ginzburg
Las ecuaciones de Arditi-Ginzburg describen la dinámica depredador-presa dependiente de la relación. Donde N es la población de una especie de presa y P la de un depredador, la dinámica de la población se describe mediante las siguientes dos ecuaciones:
{\displaystyle {\begin{aligned}{\frac {dN}{dt}}&=f(N)\,N-g{\left(\!{\tfrac {N}{P}}\!\right)}P\\[4pt]{\frac {dP}{dt}}&=e\,g{\left(\!{\tfrac {N}{P}}\!\right)}P-uP\end{aligned}}}
Aquí f(N) representa cualquier cambio en la población de presas que no se deba a la actividad de los depredadores, incluidas las tasas inherentes de nacimiento y mortalidad. El efecto per cápita de los depredadores sobre la población de presas (la tasa de captura) está modelado por una función g, que es una función de la relación N/P de presas a depredadores. Los depredadores reciben una recompensa reproductiva, e, por consumir presas, y mueren a la tasa u. Hacer que la presión de depredación sea una función de la relación de presas a depredadores contrasta con las ecuaciones de Lotka-Volterra dependientes de presas, donde el efecto de los depredadores sobre la población de presas es simplemente una función de la magnitud de la población de presas g(N). Debido a que el número de presas cosechadas por cada depredador disminuye a medida que los depredadores se vuelven más densos, la depredación dependiente de la relación representa un ejemplo de una función trófica. La depredación dependiente de la relación puede explicar la heterogeneidad en los sistemas naturales a gran escala en los que la eficiencia de los depredadores disminuye cuando la presa es escasa.
El mérito de los modelos de depredación dependientes de la relación versus dependientes de la presa ha sido objeto de mucha controversia, especialmente entre los biólogos Lev R. Ginzburg y Peter A. Abrams. Ginzburg defiende que los modelos dependientes de la relación representan con mayor precisión las interacciones depredador-presa, mientras que Abrams sostiene que estos modelos hacen suposiciones complicadas injustificadas. Ediciones recientes de textos especializados dedican casi el mismo espacio a las ecuaciones de Lotka-Volterra y Arditi-Ginzburg.